# 糯米粉

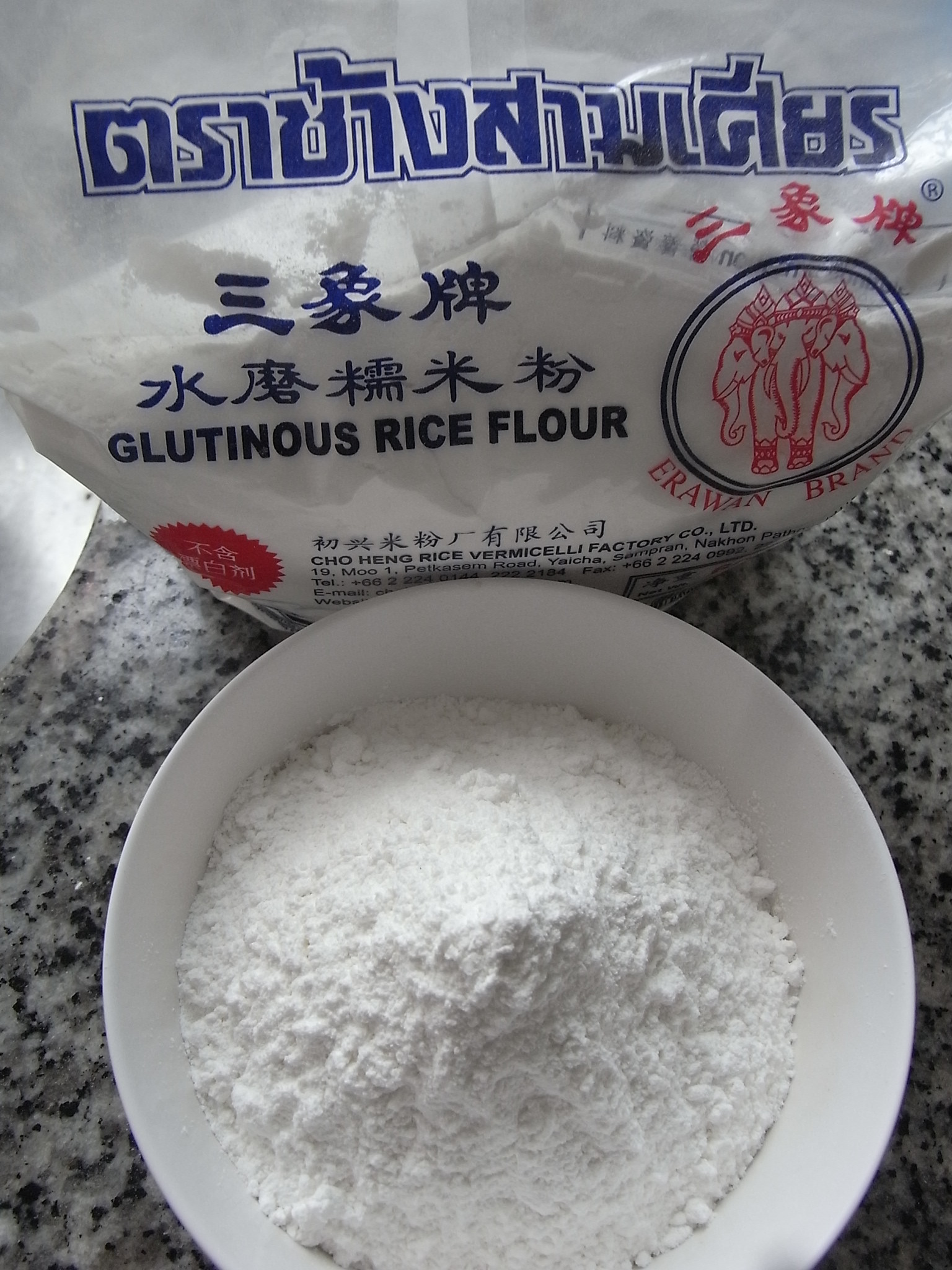
三象牌水磨糯米粉

糯米粉，餅粉，是一種由糯米製成的粉末，一般可以做成年糕、丸子、糯米糰子等顏色白皙、黏性較強的食物。
做法是將糯米浸泡一夜，和水混合磨打成漿水，再用布袋裝著吊一個晚上，待水滴乾後把做好的麵團碾碎，最後晾乾後的成品就是糯米粉了。糯米粉的黏度比在來米粉來得高些，所以作出來的成品黏度較高。一般市售的糯米粉，如非特別註明，都是生糯米粉。

## 用途
- 製做湯圓、年糕
- 製做月餅、麻糬的外皮
- 煮八寶粥時可以增稠
- 薄餐
- 可以繼續加工成白玉粉